# Виља лобос
Виља лобос је врста вотке која се производи у Мексику у дестилерији Ликорес Веракруз (шп. Licores Veracruz) у Кордоби. Добија се петоструком дестилацијом пшенице, ражи и јечма, у тачно одређеној сразмери. Виља лобос је јединствена међу светским воткама због тога што се са вотком у боци налази и ларва црва агаве (Cossus redtembachi), који је ларва ноћног лептира који живи у полупустињским пределима. Израђује се са 45% алкохола у обичној верзији или у „Премиум“ верзији, са 55% алкохола и без црва унутра.